# 55P/Tempel-Tuttle
55P/Tempel-Tuttle (vulgarmente conhecido como cometa Tempel-Tuttle) é um cometa periódico com um período orbital de 33 anos. Ele se encaixa na definição clássica de um cometa tipo Halley com (20 anos<período<200 anos). Ele foi descoberto por Ernst Tempel em 19 de dezembro de 1865 e por Horace Parnell Tuttle em 6 de janeiro de 1866.

Órbita de Tempel-Tuttle em volta do Sol.